# Týneček
Týneček (Duits: Teiniczek) is tegenwoordig een wijk en kadastrale gemeente in Olomouc. In de wijk wonen ongeveer 500 mensen. Tot 1974 was Týneček een zelfstandige gemeente.

## Geschiedenis
- 1850 – Ontstaan van de gemeente Týneček
- 1974 – Týneček gaat op in Olomouc

## Aanliggende (kadastrale) gemeenten
| Aanliggende (kadastrale) gemeenten1 | Aanliggende (kadastrale) gemeenten1 | Aanliggende (kadastrale) gemeenten1 | Aanliggende (kadastrale) gemeenten1 | Aanliggende (kadastrale) gemeenten1 |
| ----------------------------------- | ----------------------------------- | ----------------------------------- | ----------------------------------- | ----------------------------------- |
|                                     |                                     | Hlušovice                           |                                     | Dolany                              |
|                                     |                                     |                                     |                                     |                                     |
| Černovír                            | Tovéř                               |                                     |                                     |                                     |
|                                     |                                     |                                     |                                     |                                     |
|                                     |                                     | Chválkovice                         |                                     |                                     |

1 Cursief geschreven namen zijn andere kadastrale gemeenten binnen Olomouc.
Bělidla ·
Černovír ·
Droždín ·
Chomoutov ·
Chválkovice ·
Hejčín ·
Hodolany ·
Holice ·
Klášterní Hradisko ·
Lazce ·
Lošov ·
Nedvězí ·
Nemilany ·
Neředín ·
Nová Ulice ·
Nové Sady ·
Nový Svět ·
Olomouc-město ·
Pavlovičky ·
Povel ·
Radíkov ·
Řepčín ·
Slavonín ·
Svatý Kopeček ·
Topolany ·
Týneček